# Noma Ryota
Noma Ryota (野間 涼太 sinh 15 tháng 11 năm 1991) là một cầu thủ bóng đá Nhật Bản, thi đấu ở vị trí tiền vệ cho FK Radnički Niš của Serbia.

## Sự nghiệp
Sinh ra ở Funabashi, Chiba, Noma thi đấu ở Nhật Bản với Trường Trung học Aomori Yamada từ 2008 đến 2010, và cùng với đội Đại học Meiji, từ 2010 đến 2013. Năm 2013, anh ra nước ngoài đến châu Âu và ký hợp đồng với đội bóng FK Rudar Pljevlja của Montenegro. Anh thi đấu ở Pljevlja 3,5 mùa giải, vô địch mùa giải 2014–15, Cúp bóng đá Montenegro năm 2016, và thi đấu cùng với Rudar ở UEFA Europa League 2016–17.
Trong kỳ nghỉ đông mùa giải 2016–17, anh được mua bởi câu lạc bộ Serbia FK Radnički Niš.

## Danh hiệu
Rudar Pljevlja
- Montenegrin First League: 2015ref name="soccerway"/>
- Cúp bóng đá Montenegro: 2016[4]